# Murumuru
Murumuru ou palmeira murumuru (Astrocaryum murumuru) é uma planta tropical amplamente encontrada na região amazônica da América do Sul, especialmente na bacia do rio Amazonas, abrangendo o Brasil, Bolívia e Peru.  O fruto do murumuru é explorado por meio do extrativismo estados do Amapá, Amazonas e Pará no Brasil, e vendido para a indústria de cosméticos. O resultado do processo de beneficiamento da semente de murumuru pode resultar na manteiga de murumuru e no óleo de murumuru. Esses produtos são usados como ingredientes hidratantes, óleos capilares e outros produtos de beleza pela indústria de cosméticos.
A palmeira murumuru (Astrocaryum murumuru) tem variações, e no Brasil essas espécies podem ser conhecidas como murumuru-comum, murumuru-da-terra-firme, murumuruí, murumuru-iri, e mumbaca ou  mumbaca-açu. É simplesmente conhecida comercialmente como murumuru. Já na Bolívia pode receber nomes como "chonta", "chontaloro", "pani" ou "schibo".
Industrialmente, o óleo de murumuru é obtido pela prensagem das sementes ou das amêndoas em prensas cêsto ou "expeler", havendo necessidade de moagem preliminar, com moinhos de discos, fortes e resistentes, devido à dureza do material. O rendimento das prensagens raramente excede 34%.

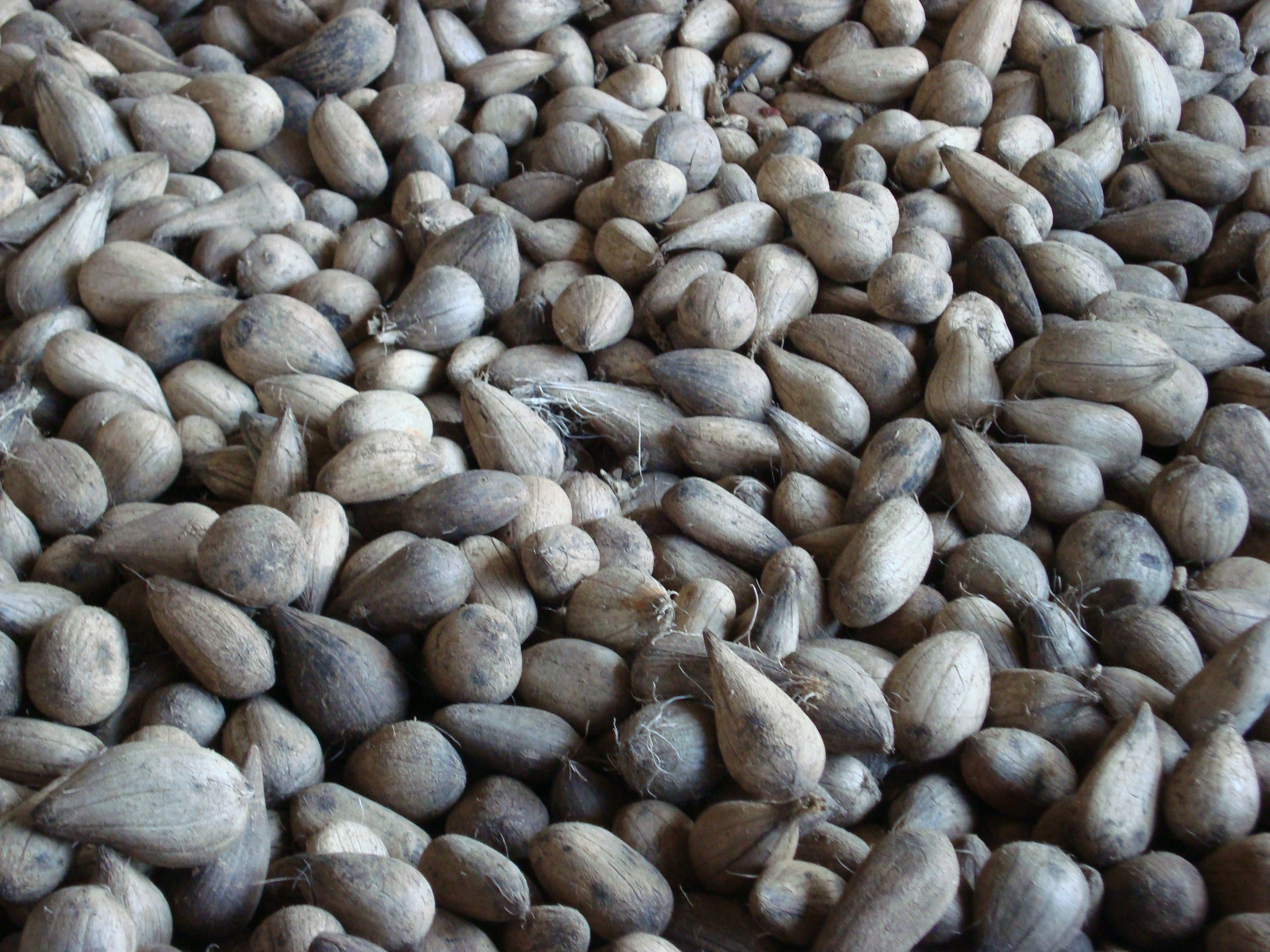
Murumuru seeds

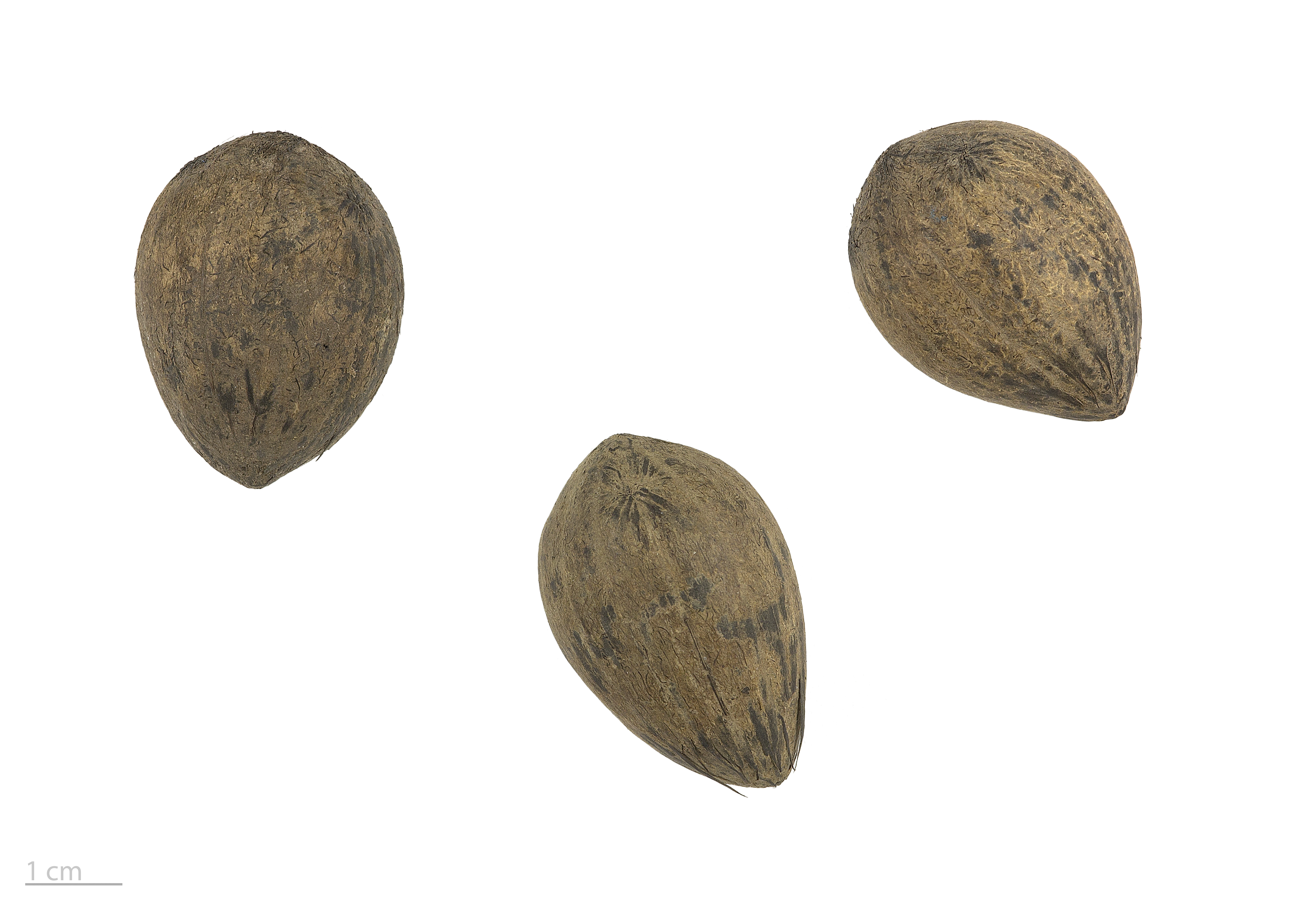
Astrocaryum murumuru - MHNT

## Nomes vernáculos
- Proto-Pano[4]: *βoʔɽɨ[t]
- Proto-Chapacura[5]: *bʔonaɲ
- Proto-Arawá[6]: *jawana
- Urarina[7]: ohwa
- Kwazá[8]: hadutu
- Aikanã[9]: ãky

## Descrição e ocorrência

### A árvore
A palmeira murumuru é uma árvore de estatura média, atingindo aproximadamente 10 metros de altura. Possui inflorescência interna nas folhas, vertical, com espinhos negros na bráctea, pendões e raques espinhosas, além de apresentar ramos abundantes. A palmeira murumuru tem preferência por solos de várzea, áreas alagadas pelos rios ou regiões com períodos de inundação durante a estação chuvosa. Ela ocupa terrenos baixos nas margens dos rios, ilhas e ao longo do estuário do rio Amazonas e seus afluentes, sendo encontrada nas áreas de várzea da ilha de Marajó. Existem variações da palmeira murumuru que ocorrem desde áreas de floresta densa até ambientes semiabertos. Também pode ser encontrada em áreas planas e abertas, caracterizadas como várzeas na ilha de Marajó. Além do Brasil, essa espécie também pode ser encontrada nas mesmas condições na Bolívia e no Peru.

### O fruto
O fruto murumuru tem formato ligeiramente ovalado, medindo cerca de 3 x 5 centímetros, embora as dimensões do caroço possam variar dependendo das condições favoráveis ou desfavoráveis do solo em que a palmeira se desenvolve. A polpa amarelada que envolve o fruto não tem valor comercial, porém é apreciada como alimento por psitacídeos e roedores. Quando seco, o caroço apresenta uma casca lenhosa de cor marrom, coberta por numerosas cerdas, sendo relativamente frágil e contendo uma semente de polpa branca e compacta, que é a matéria-prima para a produção da manteiga de murumuru. Na parte externa, a semente possui coloração marrom e, quando está fresca, não é possível separar facilmente da casca, pois adere firmemente a ela. No entanto, quando seca e diminuída de tamanho, pode ser completamente separada da casca. A obtenção da gordura da semente é feita por meio da extração hidráulica nas fábricas, e então encaminhado para a produção da manteiga de murumuru em condições ideias, e então a aplicação como ingrediente na fórmula de cosméticos como cremes hidratantes e sabonetes. Quando permanece na natureza e em condições ideais como a preservação do caroço sem o ataque de pragas, a germinação das sementes ainda assim é moderada, e o crescimento na floresta ocorre de forma bastante lenta.
A temporada de colheita do murumuru ocorre entre fevereiro e agosto, é realizada de maneira extrativista na floresta amazônica em quase todos os municípios dos estados do Amapá, Amazonas e Pará. No entanto, a produção é mais abundante nos municípios de Chaves e Afuá, no estado do Pará, e em Mazagão e Macapá, no estado do Amapá.

## Usos econômicos

### Alimentação
O murumuru é pouco empregado na culinária devido ao seu elevado teor de gordura. No entanto, em populações tradicionais de países como Bolívia, utilizam a semente e o palmito como alimento. Após passar por um processo de transformação industrial, a manteiga de murumuru é empregada como matéria-prima na fabricação de margarinas ou até na composição do chocolate. Além disso, é possível produzir maionese de murumuru.

### Artesanato
As folhas e o tronco da palmeira murumuru são utilizados na confecção de peças artesanais, como cestos indígenas feitos pela etnia Madija no sul do Amazonas.

### Produção de sabão artesanal
Por meio dos processos de decantação e filtragem, obtém-se um resíduo conhecido popularmente pelas comunidades tradicionais como "borra", que é utilizado na produção de sabão caseiro a partir do murumuru.

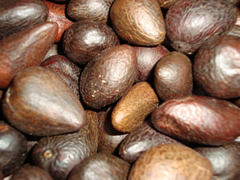
Murumuru in natura

### Indústria de cosméticos
A manteiga de murumuru é empregada em loções, cremes, sabonetes condicionadores capilares, máscaras faciais, shampoo, óleos e emulsões, hidratante de pele, produtos para nutrição dos cabelos e restauração de cabelos danificados, ceras depilatórias. Pode ser indicado para o uso em outros produtos como: creme de pentear (cabelo crespo), maquiagem, creme pós-depilatório.
A falta de ácidos graxos na pele causa a perda de H2O na camada trans-epidérmica e conseqüentemente maciez e brilho. Desta forma, este óleo pode ser utilizado também para melhorar a emoliência e hidratação da pele e cabelo. O ácido mirístico é Insolúvel na água e solúvel em etanol. É utilizado em cosmetologia como possível substituto do ácido esteárico, mas principalmente esterificado com o álcool isopropílico dando origem a um óleo muito apreciado pelo seu grau de penetração e estabilidade (miristato de isopropila). O ácido láurico comporta-se como carreador de princípios ativos, pois é capaz de aumentar sua permeabilidade através da pele. Sua atuação se dá de duas maneiras distintas: pela reação com ativos catiônicos, aumentando sua lipofilicidade, ou pela desorganização temporária da camada córnea da pele. Após sofrer reação de neutralização na presença de uma base forte, como NaOH, o ácido láurico comporta-se como emulsionante, estabilizando emulsão do tipo óleo em água. O ácido oléico pode ser utilizado como promotor químico de absorção, uma vez que é capaz de melhorar a difusão de princípios ativos pelo estrato córneo. Esta propriedade é explicada por sua capacidade em modificar, de forma reversível, a resistência do mesmo ou pela reação entre este ácido e ativos catiônicos, gerando sais com um caráter lipofílico maior. A vitamina A, atua como antioxidante, diminuindo a degradação lipídica causada pelos radicais livres, pois é capaz de absorver as radiações solares, formando um radical menos reativo. Esta propriedade é explicada pela presença, em sua estrutura, de uma série de duplas ligações conjugadas, capazes de estabilizar o elétron desemparelhado por ressonância. Devido a sua instabilidade oxidativa, a vitamina A é normalmente empregada em conjunto com outras vitaminas, como a vitamina C. Estudos sobre a absorção de vitamina A pela pele mostraram que esta é maior quando o princípio é associado a uma base autoemulsificante, na presença de álcoois graxos com tensoativos aniônicos e não-iônicos. Assim, todos estes compostos químicos presentes no óleo de murumuru atuam de forma sinérgica podendo ser aplicado em loções, cremes, sabonetes, condicionadores capilares, máscara facial, entre outros, a concentração do óleo deve ser de 1 a 5%.

## Propriedades
Os frutos são constituídos de uma polpa amarelada (28%) e semente (72%). A gordura do murumuru é branca, com muito pouco cheiro e nenhum gosto especial. No clima do Pará conserva-se com uma consistência pouco superior a da vaselina. Ela tem um ponto de fusão superior ao do palmisto e do côco, que a faz ser procurada para ser misturada às gorduras vegetais que fundem a uma temperatura mais baixa. Esta gordura tem a grande vantagem de uma baixa acidez, especialmente se preparada com amêndoas frescas. Quando exportadas para a Europa, elas chegam com uma acidez de 4-5% enquanto que a do palmisto tem acidez às vezes superior a 25%.

## Composição acido-graxo da manteiga virgem de Murumuru

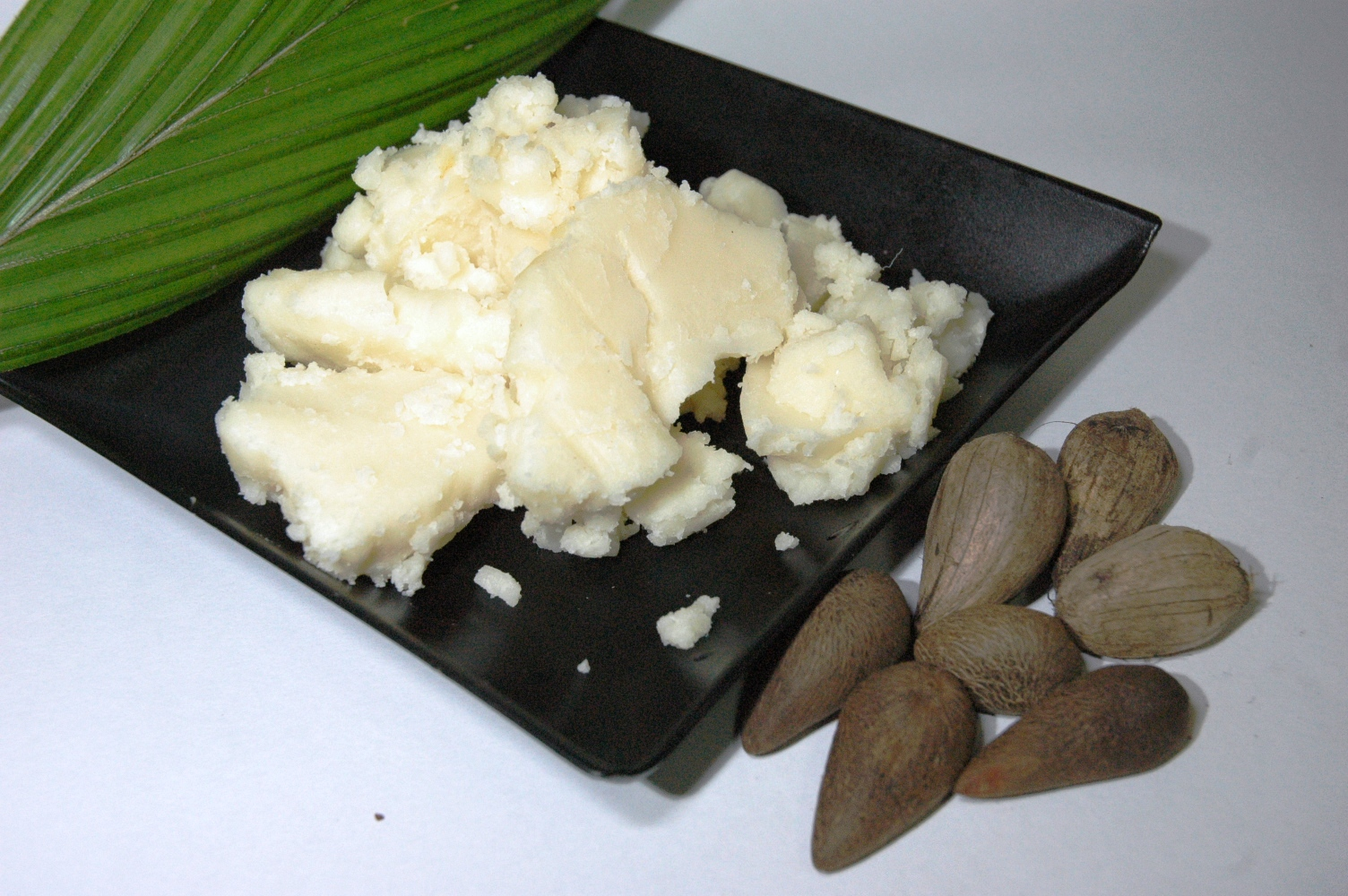
Manteiga de murumuru

| Ácido caprílico    | % Peso | 2 - 4   |
| ------------------ | ------ | ------- |
| Ácido capríco      | % Peso | 1 - 3   |
| Ácido láurico      | % Peso | 40 - 50 |
| Ácido miristico    | % Peso | 28 - 33 |
| Ácido palmítico    | % Peso | 5 - 10  |
| Ácido palmitoléico | % Peso | 2 - 4   |
| Ácido esteárico    | % Peso | 2 - 5   |
| Ácido oléico       | % Peso | 5 - 10  |
| Ácido linoléico    | % Peso | 1 - 5   |
| Saturado           | %      | 90      |
| Insaturado         | %      | 10      |

## Composição fisico-químico
| Característica          | Unidade      | Presentação      |
| ----------------------- | ------------ | ---------------- |
| Aparência (25ºC)        | ---          | Sólido           |
| Cor                     | ---          | Branco para beje |
| Odor                    | ---          | característico   |
| Índice de acidez        | mgKOH/g      | < 15,0           |
| Índice de peroxido      | 10 meq O2/kg | < 10,0           |
| Índice de Iodo          | gI2/100g     | 10 - 15          |
| Indice de saponificação | mgKOH/g      | 230 - 240        |
| Densidade               | 25ºC g/ml    | 0,9325           |
| Ponto de fusão          | ºC           | 30 - 35          |

## Ecologia e conservação
A palmeira murumuru exibe uma imponente estatura e é considerada uma das mais magníficas palmeiras nativas do Brasil. A preservação dessa espécie e a adoção de práticas extrativistas conscientes são de suma importância para assegurar a perpetuação da espécie e a conservação das áreas onde ela ocorre na Amazônia.
As instituições de ensino e pesquisa estabelecidas na região amazônica desempenham um papel essencial na conservação da palmeira murumuru e na compreensão do seu potencial econômico para as comunidades locais. Pesquisadores da Universidade Federal do Oeste do Pará (Ufopa) tem se dedicado intensamente a esse tema, e os resultados dessas pesquisas têm impulsionado a criação de patentes relacionadas à manteiga de murumuru. Esse tipo de trabalho contribui para estimular a proteção legal da palmeira, bem como o reconhecimento e a valorização do potencial desses recursos naturais. Além disso, promove um maior incentivo à pesquisa e ao desenvolvimento econômico sustentável na Amazônia.
Nos últimos anos, também têm surgido um movimento  de iniciativas que buscam promover práticas mais sustentáveis e mitigar os impactos da exploração da palmeira murumuru. O extrativismo consciente tem como objetivo resgatar os conhecimentos e as tradições das comunidades tradicionais que dependem da extração de recursos naturais, incluindo os ribeirinhos na região da bacia do rio Amazonas. Essas ações visam conservar a floresta e as áreas de exploração, ao mesmo tempo em que garantem condições de subsistência para essas comunidades nos estados de Amapá, Amazonas e Pará.